# 阿里納 (北達科他州)
阿里納（英語：Arena）是位於美國北達科他州伯利縣的鬼鎮。

## 歷史
阿里納的郵局於1906年設立，其後於1996年停運。

## 地理
阿里納所處的海拔為高於海平面576米（即1890英呎），而該地所採用的時區為UTC-6，即北美中部时区（CST）。同時該地設有夏令時間，為UTC-6調快一小時，即UTC-5（CDT）。